# Mentissella rebeli
Mentissella rebeli is een slakkensoort uit de familie van de Clausiliidae. De wetenschappelijke naam van de soort is voor het eerst geldig gepubliceerd in 1897 door Sturany.